# Place de Joinville
La place de Joinville se trouve dans le 19e arrondissement de Paris, dans le quartier de la Villette.

## Situation et accès
Elle est encadrée par les rues de Joinville, Jomard, le quai de l'Oise et l'arrière de l'église Saint-Jacques-Saint-Christophe de la Villette.

## Origine du nom
Le nom de la place vient de François d'Orléans, troisième fils de Louis-Philippe Ier, qui fut prince de Joinville de 1818 à 1900.

## Historique
Cette place est créée sous sa dénomination actuelle en 1898.
Autrefois s'y ouvrait la chapelle des catéchismes de l'église.

## Bâtiments remarquables et lieux de mémoire
Elle abrite le marché de Joinville deux fois par semaine (trois fois par semaine en 1887).